# Viana do Castelo (district)
District Viana do Castelo is een district in Portugal. Met een oppervlakte van 2.255 km² het kleinste district. Het inwonersaantal is 231.266 (2021). Hoofdstad is de gelijknamige stad Viana do Castelo.
Het district is onderverdeeld in 10 gemeenten:
- Arcos de Valdevez
- Caminha
- Melgaço
- Monção
- Paredes de Coura
- Ponte da Barca
- Ponte de Lima
- Valença
- Viana do Castelo
- Vila Nova de Cerveira

## Demografische ontwikkeling
Aveiro · Beja · Braga · Bragança · Castelo Branco · Coimbra · Évora · Faro · Guarda · Leiria · Lissabon · Portalegre · Porto · Santarém · Setúbal · Viana do Castelo · Vila Real · Viseu

Autonome regio's van Portugal: Azoren · Madeira